# Iclandu Mare, Mureș
Iclandu Mare, colocvial Icland, alternativ Iclod, (în maghiară Nagyikland, colocvial Ikland) este un sat în comuna Iclănzel din județul Mureș, Transilvania, România.

## Istoric
Pe Harta Iosefină a Transilvaniei din 1769-1773 (Sectio 127), localitatea apare sub numele de „Nagy Ikland”.